# تپه حاجوک ۲
تپه حاجوک ۲ مربوط به سده‌های ۹–۴ ه.ق است و در شهرستان زابل، بخش پشت آب، جاده ارتباطی خوشداد به حاجوک، شمال غربی روستای حاجوک واقع شده و این اثر در تاریخ ۲۸ شهریور ۱۳۸۶ با شمارهٔ ثبت ۱۹۶۶۹ به‌عنوان یکی از آثار ملی ایران به ثبت رسیده است.